# Leo van Doeselaar

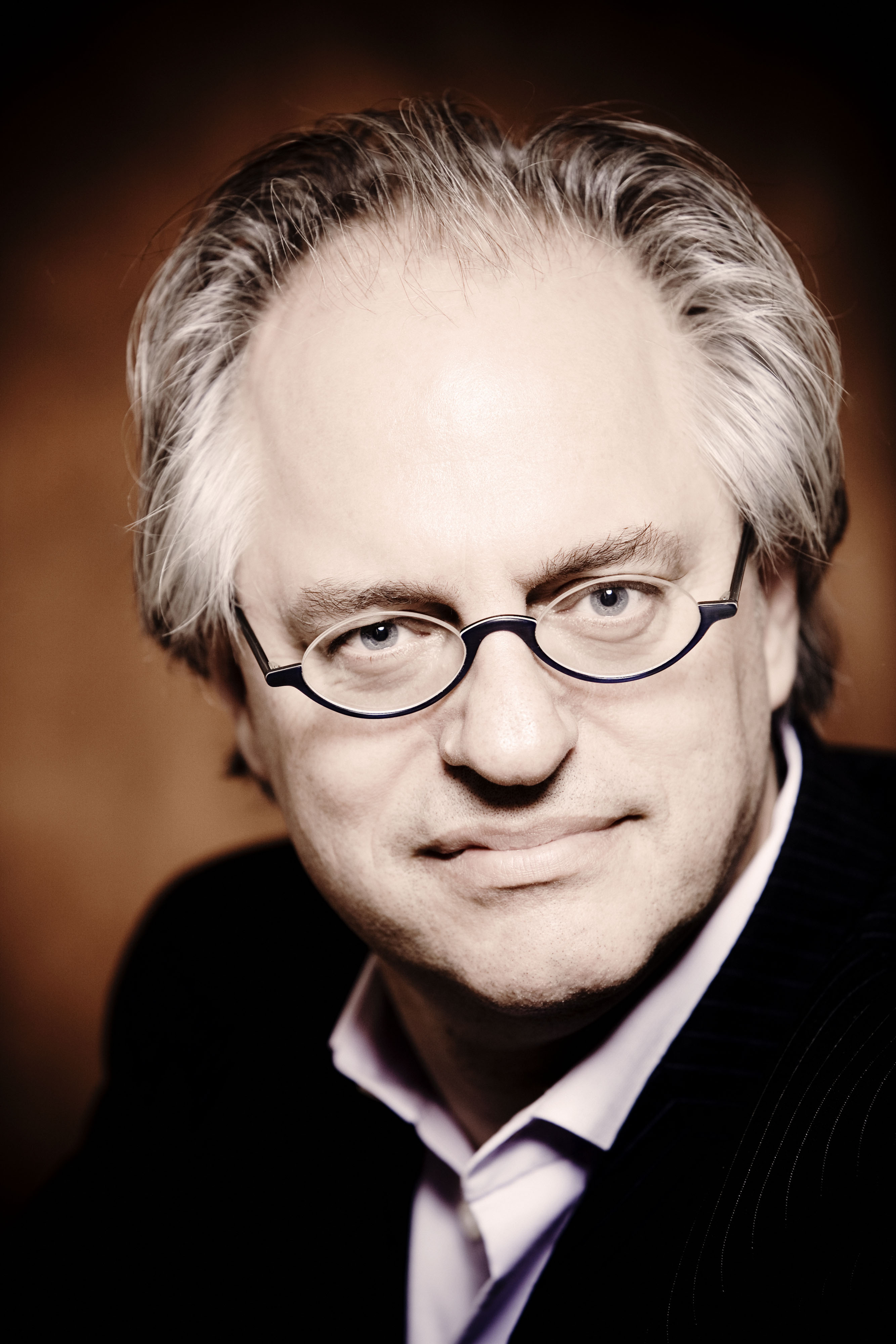
Leo van Doeselaar

Leo van Doeselaar (* 26. April 1954 in Goes) ist ein niederländischer Organist, Pianist und Hochschullehrer. Von 1995 bis 2019 war er Professor für Künstlerisches Orgelspiel an der Universität der Künste Berlin. Er ist Titularorganist des Concertgebouws Amsterdam und an der Martinikerk in Groningen.

## Leben
Leo van Doeselaar erhielt seinen ersten Klavier- und Orgelunterricht bei Gerard Akkerhuis in Den Haag. Am Conservatorium van Amsterdam studierte er bei Albert de Klerk Orgel und bei Jan Wijn Klavier und schloss sein Studium mit dem Solistendiplom für Klavier und Orgel ab. Er vertiefte sich bei André Isoir im französischen Orgelrepertoire sowie bei Malcolm Bilson und Jos van Immerseel im Klavierspiel. Zusammen mit Wyneke Jordans bildet er seit 1977 ein Klavierduo.
Als Solist trat er mit Dirigenten wie Ernest Bour, Mariss Jansons, Riccardo Chailly, Ingo Metzmacher, Hartmut Haenchen, Jean Fournet, Frans Brüggen und David Zinman auf. Als Continuo-Spieler arbeitete er mit bekannten Dirigenten im Bereich der Historischen Aufführungspraxis zusammen wie Jos van Veldhoven, Philippe Herreweghe, Ton Koopman, Jos van Immerseel, Gustav Leonhardt, Paul McCreesh, Andrew Parrott und Masaaki Suzuki.
Van Doeselaar war als Organist an Uraufführungen von Werken von Sofia Gubaidulina, Tristan Keuris, Peter-Jan Wagemans und Wolfgang Rihm beteiligt.
Als Titularorganist des Königlichen Concertgebouw Amsterdam arbeitete er häufig mit verschiedenen Orchestern, Ensembles und Solisten mit einem breiten Repertoire, das Musik des Barock, der Klassik, Romantik und Moderne umfasst. Er tritt auch als Kammermusiker und Liedbegleiter auf. Zudem war er bis 2021 Titularorganist der Pieterskerk in Leiden mit ihrer Van-Hagerbeer-Orgel von 1643 und ist seit dem 1. Januar 2014 Co-Titularorganist der Martinikerk in Groningen an der berühmten Schnitger-Orgel von 1692. Konzerttourneen und Lehrtätigkeiten führten ihn durch ganz Europa, die Vereinigten Staaten und Moskau. Von 1981 bis 2023 spielte er regelmäßig als Organist in Ensembles der Nederlandse Bachvereniging und ihrem Projekt „All of Bach“ mit und begleitete mehr als 400 Mal die Matthäuspassion von Johann Sebastian Bach.
Leo van Doeselaar war 24 Jahre lang Professor für Künstlerisches Orgelspiel an der Universität der Künste Berlin (1995–2019). Neben seiner weltweiten Konzerttätigkeit gibt er Meisterklassen und ist ein gefragtes Jurymitglied. Er hat auf historischen und modernen Tasteninstrumenten als Solist oder im Ensemble zahlreiche CDs aufgenommen, von denen einige mit Preisen ausgezeichnet wurden, und er war an der Einspielung des Gesamtwerks für Orgel von Jan Pieterszoon Sweelinck, Georg Friedrich Händel und Wilhelm Friedemann Bach beteiligt.

## Preise
- 1979: Prix d’Excellence für Orgel
- 1980: Toonkunst Jubileum Prijs
- 1981: Vriendenkransconcours des Concertgebouw Amsterdam
- 2003: Edison-Preis der Deutsche Schallplattenkritik für die Einspielung von J. P. Sweelincks Gesamtwerk für Tasteninstrumente (mit anderen Organisten und Cembalisten)
- 2006: Silbermedaille der Sociéte Académique Arts-Sciences-Lettres in Paris
- 2007: Sweelinckpreis für die Verdienste um die Niederländische Orgelkultur
- 2012: Preis der deutschen Schallplattenkritik in der Kategorie Tasteninstrumente für eine Aufnahme von Orgelwerken Heinrich Scheidemanns
- 2013: Echo Klassik für die Scheidemann-Aufnahme